# 伯克利二酮
伯克利二酮是一种有机化合物，分子式C26H32O7，最初分离自生活在伯克利矿坑的酸性湖水中的青黴菌（Penicillium）物种，因而得名，一起发现的还有伯克利三酮。伯克利二酮对NCI-60中的一些非小细胞肺癌细胞系具有抗肿瘤活性。